# Abeti Masikini
 (décembre 2020).
Si vous disposez d'ouvrages ou d'articles de référence ou si vous connaissez des sites web de qualité traitant du thème abordé ici, merci de compléter l'article en donnant les références utiles à sa vérifiabilité et en les liant à la section « Notes et références ».
Abeti Masikini de son vrai nom Elisabeth Finant, née le 9 novembre 1954 à Stanleyville au Congo belge (aujourd’hui Kisangani, en république démocratique du Congo) et morte le 28 septembre 1994 en région parisienne, est une chanteuse multi-instrumentiste, parolière, compositrice, arrangeuse, et productrice congolaise.
Elle est la fille de Jean-Pierre Finant (1922-1961), diplomate et homme politique du Congo-Kinshasa, ancien député et gouverneur de la Province Orientale après l'accession du pays à l'indépendance.
Son style musical, très éclectique, est teinté de diverses tendances : rumba congolaise, blues, soul, folk, soukous...

## Biographie
Abeti Masikini naît le 9 novembre 1954 de Jean-Pierre Finant et de Marie Masikini, au sein d'une famille bourgeoise de huit enfants. Son père l'initia très tôt au piano. Elle chanta également très jeune comme choriste.
En 1961, son père, membre du parti lumumbiste, fut assassiné à Bakwanga (aujourd'hui Mbujimayi). Les Finant s'exilèrent à Kinshasa, la capitale du pays. Là, Abeti intégra le lycée Sacré-Cœur, actuel lycée Bosangani.
Après ses études secondaires, elle travailla au cabinet du Ministre de la Culture Pierre Mushete.
C'est à cette période que la jeune « Betty » (son surnom) va laisser libre cours à sa passion pour la musique, à la grande surprise de sa famille. Elle participe en 1971 à un concours de la chanson organisé par l'artiste Gérard Madiata, où elle se classe troisième. Elle modifiera sa date de naissance en y ajoutant trois années de plus alors qu'elle a réellement 17 ans. Elle monte avec l'aide de quelques proches un groupe dont le guitariste est son jeune frère Jean Abumba. Elle se fait appeler Betty Finant et se produit dans de petits clubs.

### Vie privée
Abeti a vécu avec son compagnon et producteur musical, Gérard Akueson de 1972 à 1994. Ils officialisèrent leur union à Paris en 1989. Elle était la mère de quatre enfants, trois filles et un garçon : Yolande, Gérard Badé, Germaine (fille adoptive) et Harmony.

### Le début de sa carrière
Abéti Masikini a commencé sa carrière musicale en 1971, après avoir obtenu la première place au concours « Découverte des jeunes talents » organisé par feu Gérard Madiata chanteur à la voix d'or. C'est alors que Gérard Akueson célèbre producteur musical, lors de son passage à Kinshasa, la découvrira, présentée par Kayumbi Béa, Lukumku Sampu et Kiamuangana Mateta (Verckys). Ils partent tous les deux au Togo où elle enregistre son premier 45 tours « Mutoto Wangu et Safari » avec ses musiciens Mauriciens : C'est le succès. Avec son groupe, elle sillonne l'Afrique de l'ouest avec un spectacle époustouflant de deux heures. Le Bénin l'accueillera ainsi que la Côte d'Ivoire, le Niger, la Haute Voita (Burkina Faso), la Guinée, le Sénégal, le Ghana et le Nigeria où elle rencontre Fêla, le roi de l'Afro-Béat, elle enregistre dans le même studio que lui.

### Le succès à l'Olympia de Paris
Le 19 février 1973, Abeti Masikini et son orchestre "Les redoutables"  et ses danseuses appelées "Tigresses" vont déclencher un enthousiasme du public: la chanteuse va signer son tout premier contrat discographique européen avec Pierre Cardin et sort ainsi l'album Bible. Deux ans plutard 3 000 spectateurs vont l'acclamer au Carnegie hall de New-York aux USA où son très rythmé chant Soukous fera triomphe.
Au cours de ces tournées, Elle rencontrera plusieurs vedettes de la chanson Française dont Mireille Mathieu, Hugues Auffray, côtoie les plus grands du monde, tels que Mohamed Ali, James Brown, Myriam Makéba, le Roi Pelé, Bruno Coquatrix et tant d'autres. Après son passage à l'Olympia, Pierre Cardin le célèbre couturier, parraine son 1er album « Pierre Cardin présente Abéti ». À ses débuts, elle puisait dans ses contes Congolais, musique traditionnelle et folklorique, Abéti chantait en Swahili, sa langue maternelle, en Lingala, ensuite en Français et en Anglais, cela en signe d'ouverture sur le monde et afin de mieux communiquer avec le public de plus en plus hétéroclite, qui appréciait sa musique résolument avant-gardiste.

### La remise en question
Malgré son parcours remarquable sur la scène internationale, Abéti n'intéressait pas le grand public congolais en général, et kinois en particulier. Ce dernier jugeait sa musique très différente de la musique congolaise authentique.
Abeti devra remettre sa carrière en question. Le style plus blues-folk africain qu'elle faisait jusque-là ne plaisait pas à certains.
Certains la critiquèrent en disant que son répertoire plus destiné, aux swahiliphones, ne touchait pas l'ensemble des congolais qui apprécient plus les chansons populaires chantées en lingala, l'une des quatre langues nationales du pays.
Par contre, ce même répertoire lui avait ouvert les portes du succès hors du pays.

### La tigresse aux griffes d’Or
En septembre 1977, Abeti s'envole pour Paris enregistrer un nouveau disque produit par Slim Pezin, arrangeur et producteur très connu dans le monde musical français. Avec son manager, Gérard Akueson, qui se charge aussi de la direction artistique de l'album intitulé Visages, Abeti se lance dans la nouvelle tendance qu'est le disco. Elle ne perd pas pourtant son originalité, car les chansons sont en swahili, en lingala mais aussi en français. Elle hésite malgré les critiques sévères dont elle est victime de faire une musique totalement congolaise.
La même année, elle s'embarque avec son groupe pour une grande tournée en Afrique de l'ouest, où le public l'apprécie. Elle attire d'ailleurs l'attention de Radio Netherlands, pour laquelle elle tournera aux Pays-Bas un film musical[Lequel ?] autour des chansons de son dernier album. À son retour à Kinshasa, début 1978, une vaste campagne publicitaire est lancée pour annoncer son retour et la sortie de son cinquième opus Visages. Ce dernier comprendra des titres tels que Assa Mubire, Motema pasi, Bisuivra-Suivra, Musampa, Unipé, Mateso Ya Dunia, , etc. Un grand changement s'opère aussi dans ses spectacles qui deviennent plus glamour et plus moderne. La chorégraphe-chanteuse franco-sénégalaise Manow Balé vient à sa rescousse pour former les Tigresses. Le disque est un succès non seulement à Kinshasa, mais aussi dans tous les hits afro-caribéens de l'époque durant des mois. Ses spectacles également affichent complet tant en soirée qu'en matinée. Abeti n'est plus seulement la « tantine » des enfants, mais celle de tout le monde.
À la fin de l'année 1978, elle récidive avec un autre opus arrangé et produit par Slim Pezin. Elle offre la chanson intitulée Ngblimbo à ses petits fans et se souvient de sa ville natale, Kisangani, à travers le morceau Singa Mwambé. Ce sixième album compte aussi des chansons comme Amitié, Kupepe Suka, We Muloko Wangu, etc.
En 1979, Abeti se produit à Londres dans la salle Royal Albert Hall. Profitant du succès de ses deux albums précédents, elle cherche, dès son retour à Kinshasa, à élargir son public et s'associe pour la première fois à une grande formation musicale de la place, le Tout Puissant OK Jazz de Franco Luambo Makiadi, pour l'enregistrement de deux singles. Il s'agit de Na Pesi Yo Mboté et Bifamuri, deux chansons avec des arrangements musicaux purement congolais. Le premier titre sera un succès populaire sur les deux rives du Congo (Kinshasa et Brazzaville) et permettra à Abeti d'asseoir définitivement sa popularité dans son pays.
Cette tentative réussie annoncera les couleurs des années à venir.
Toutefois , l'album Mokomboso, sorti en 1980, sera dans le style de ses deux disques passés, c'est-à-dire un mélange éclectique : disco, pop et rythmes afro. En mars 1980, lors d'une visite officielle du président Joseph Désiré Mobutu en Chine, la chanteuse Chu Mi Yun de la troupe du théâtre national chinois imite Abeti en interprétant deux de ses succès : Bisuivra-Suivra et Motema Pasi.

### Les années rumba
En 1981, Abeti célèbre ses 10 ans de carrière. Elle sort Dixième anniversaire, un album arrangé par Sammy Massamba avec des titres aux sonorités proche de la rumba congolaise : Baruwa Kwa Mupenzi, Chéri Badé, Père Bouché, etc. Chéri Badé sera un succès au sein de la communauté congolaise. Pour une fois, Abeti fera l'unanimité sur le plan local. La rumba deviendra pour les années à venir son rythme de prédilection. Cependant, sa musique perdra un peu l'originalité qui la différenciait des autres artistes du Congo-Kinshasa.
En 1982, I love You (Mwasi Ya Bolingo) sera un autre succès. Ce titre permettra à l'album Abeti, contenant aussi la chanson Jalousie et une reprise de Na pesi Yo Mboté, d'être son premier disque d'or avec plus de 300 000 exemplaires vendus en Afrique. La suite ne sera pas aussi créative que les années précédentes. En 1984, Elisabeth s'installera à Lomé au Togo avec son groupe jusqu'en janvier 1986.

### Je suis fâché
Au printemps 1986, Abeti s'installe à Paris et sort l'album Je suis fâché dont le titre phare est écrit, arrangé et produit par l'artiste camerounais Georges Seba. C'est un carton, à une période où le groupe antillais Kassav' « colonise » pratiquement la scène musicale afro-caribéenne. L'album est un disque d'or certifié et une nouvelle génération du public découvre la star congolaise. L'année suivante, elle récupère la même équipe composée, notamment de Georges Seba, Lokassa ya Mbongo et Dally Kimoko pour l'album En colère dans lequel elle lance le Soukous Parfumé. Celui-ci n'est pas disque d'or mais la chanson Scandale De jalousie est un tube aux Antilles et en Afrique de l'ouest. Elle participe d'ailleurs à l'émission Champs alizés en Martinique. Le disque reçoit comme récompense en 1987, un Maracas d'or[réf. nécessaire].
En 1988, Abeti avec l'appui de son fan club international dirigé par Berthrand Nguyen Matoko, se produit le 24 septembre au Zénith, la grande salle de spectacle parisienne devant 5 000 personnes. Le concert auquel prennent part plusieurs artistes invités, notamment Bernard Lavilliers, Manu Dibango, Georges Seba, Pépé Kallé et François Lougah, est diffusé en direct sur Radio France internationale (RFI). Le succès que rencontre ce spectacle lui vaut un contrat avec la firme de disque multinationale Polygram. En 1989, elle réalise enfin son rêve en allant en Chine se produire pour 17 galas avec l'Abeti chinoise dans les grandes villes du pays devant des milliers de spectateurs. Cette même année, elle chante aussi dans la mythique salle Appolo Theater à Harlem dans la ville de New York aux États-Unis.

### Les dernières années
Elle sort un dernier album en 1990 intitulé La Reine du soukous comprenant, entre autres, les chansons suivantes : Bebe Matoko, Mupenzi, Malu et une reprise de Mwana Muke Wa Miss. Elle se produit par ci et par là notamment à Kinshasa au Palais du Peuple en décembre 1990. Elle livre son dernier spectacle dans la salle LSC à Paris, la nuit du réveillon 1993.
La maladie l'éloigne de son public les mois suivants, et elle décède le 28 septembre 1994, en région parisienne, des suites d'un cancer. Son corps est rapatrié à Kinshasa le 9 octobre de la même année. Elle est décorée à titre posthume d'une médaille de l'Ordre national du Léopard et elle est enterrée le 10 octobre au cimetière de la Gombe en présence de plusieurs personnalités, des membres de sa famille et de nombreux fans.

## Héritage culturel
Plusieurs années après sa disparition, Abeti reste l'une des figures marquantes de la musique africaine contemporaine. Elle est considérée comme l'une des grandes écoles musicales, car bon nombre d'artistes talentueux sont passés par son groupe Les Redoutables, comme Mbilia Bel (choriste de 1976 à 1981), Lokua Kanza (guitariste, 1980-81), Abby Surya (choriste, 1984-1986), Malage De Lugendo (choriste-chanteur), Tshala Muana (danseuse durant trois mois entre 1978-79, ancienne de M'Pongo Love), Yondo Sister (danseuse 1986, ancienne de Tabu Ley), Lambio Lambio (danseur), Komba Bellow (percussionniste), Richard Shomari (choriste), Joëlle Esso (danseuse), etc.
Abeti est aussi l'une des artistes africaines à avoir révolutionné la musique sur le continent[réf. nécessaire] en fusionnant différents rythmes du monde au folklore du terroir. Elle figure également parmi les rares chanteuses d'Afrique à avoir eu une carrière internationale.
Abeti a également influencé plusieurs femmes africaines par son style de maquillage, ses coiffures à la mode et son habillement. En Afrique de l'Ouest, la jupe droite à fente porte le nom de « jupe Abeti » et un tissu wax a été nommé d'après le tube Scandale De Jalousie.
Abeti représente aussi l’émancipation de la femme congolaise et africaine dans l'univers de la chanson[source insuffisante]. Elle a été la première femme de son pays à s'imposer professionnellement dans le monde musical congolais dominé exclusivement par des hommes. Lorsqu'Abeti a commencé sa carrière, la seule chanteuse à avoir connu le succès localement fut Lucie Eyenga (1934-1987).
En 2014 est sorti un documentaire retraçant la vie d'Abeti et son parcours artistique. Intitulé Abeti Masikini, Le Combat d'une Femme, ce film est réalisé par Laura Kutila et Ne Kunda Nlaba.
Sans oublier les « Abeti-Show » du Ciné Palladium à Kinshasa, qui ont fait la renommée d'Abeti Masikini, des Redoutables et des Tigresses durant la décennie 1970.[réf. nécessaire]

## Discographie
Albums
- 1973 : Pierre Cardin présente Abeti (Les Disques Pierre Cardin/ Sonafric) Ref: SAF 93501
- 1975 : La voix du Zaire, l'idole de l'Afrique (Pathé Marconi/EMI) Ref: 2C O64 15741
- 1976 : Abeti à Paris (Pathé Marconi/EMI) Ref: 2C06215.772
- 1977 : Abeti (Capriccio) Ref: 37014
- 1977 : Visages (BBZ productions/RCA) Ref: BZL 7014
- 1978 : Abeti: Kupepe Suka (BBZ productions/RCA) Ref: BZL 7019, RCA – BZL 7019
- 1979 : Na Pesi Yo Mboté (45 tours)
- 1979 : Bifamuri (45 tours)
- 1979 : Mbanda Na Ngai (45 tours)
- 1980 : Mokomboso (Eddy'son/ Disques Sonics)) Ref: 79398 / 79398
- 1981 : Dixième anniversaire (Dragon Phénix) Ref: DPX 829
- 1982 : Abeti (Iris production) Ref: IRS 001
- 1983 : Abeti: Naleli (Zika Production)
- 1984 : Amour Ya Sens Unique (IAD/ Industrie Africaine du Disque) Ref:IAD/S 0015
- 1984 : Abeti & Eyenga Moseka : Le Duo Du Siècle (IAD/ Industrie Africaine du Disque) Ref: IAD/S 0016
- 1985 : Ba Mauvais Copiste (Win Records/Africa New Sound/Tabansi) Ref: WNL 403, ANS 8402
- 1985 : Samoura (Bade Stars Music) Ref: AM 030
- 1986 : Je suis fâché (Bade Stars Music) Ref: AM 033
- 1987 : En colère (Bade Stars Music) Ref: AM 035
- 1988 : Scandale De Jalousie (maxi 45 tours) (Polygram/ LAB) Ref: LAB 101
- 1990 : La Reine du soukous (AMG/Polygram)

Compilations
- 1996 : Best of Souvenirs Souvenirs vol 1 (Declic) Ref: 50 5672.
- 2005 : 1er Best of (Akuesson World Wide)

Réédition
- 2013 :  Le Tube Chéri Bade (Biobionava/ G.Akueson). Réédition de l'album Dixième anniversaire.

## Spectacles notables
- 1973 : Olympia de Paris (France)
- 1974 : Carnegie Hall de New York (États-Unis)
- 1975 : Olympia de Paris (France)
- 1975 : Stade de Lomé (Togo)
- 1976: Amsterdam (Pays-Bas)
- 1977 : Ciné Vog de Brazzaville (République du Congo)
- 1978 : Stade de Luanda (Angola)
- 1979 : Royal Albert Hall de Londres (Grande-Bretagne)
- 1982: Copenhague (Danemark)

- 1986 : Festival Mama Africa à Utrecht (Pays-Bas)
- 1986 : Olympia de Paris (France)
- 1987 : Stade de Ouagadougou (Burkina Faso)
- 1988 : Hôtel Intercontinental d'Abidjan (Côte d'Ivoire)
- 1988 : Le Zénith de Paris (France)
- 1988 : Théâtre Sorano de Dakar (Sénégal)
- 1989 : Appolo Theater de Harlem à New-York (États-Unis)
- 1989 : 17 galas en Chine populaire : Pékin, Shanghai, Tsingtao, Tianjin, etc.
- 1990 : Hôtel Intercontinental de Libreville (Gabon)
- Abeti Masikini s'est produite également dans les autres villes du monde de Boston à Montréal en passant par Genève, Nairobi et Bamako.

## Films et vidéos
- 1978 : Abeti en Holland (Radio Netherlands)
- 1988 : Abeti au Zenith (VHS) (Jimmy International)
- 2008 : Best of clips (DVD) (Akueson World Wide)
- 2008 : Soul Power de Jeffrey Levy-Hinte (DVD bonus) (Océan Films)
- 2014 : Abeti Masikini, Le Combat d'une Femme de Laura Kutila et Ne Kunda Nlaba (Un Sourire Nouveau et Labson Bizizi-Ciné Kongo Ltd)[9].